# Éloquence
Pour l'album de Bill Evans, voir Eloquence (album).
Le terme  d’éloquence renvoie à deux significations principales :
1. L'art de bien parler, l'aptitude à s'exprimer avec aisance, la capacité d'émouvoir, de persuader ;
2. Le caractère de ce qui — sans paroles — est expressif, significatif, probant : comme dans l'expression « l'éloquence des chiffres ».

Cicéron est considéré comme un grand orateur de l'Antiquité, auteur d'un traité sur la rhétorique. Le père Louis Bourdaloue est considéré comme l'un des fondateurs de l'éloquence française. 

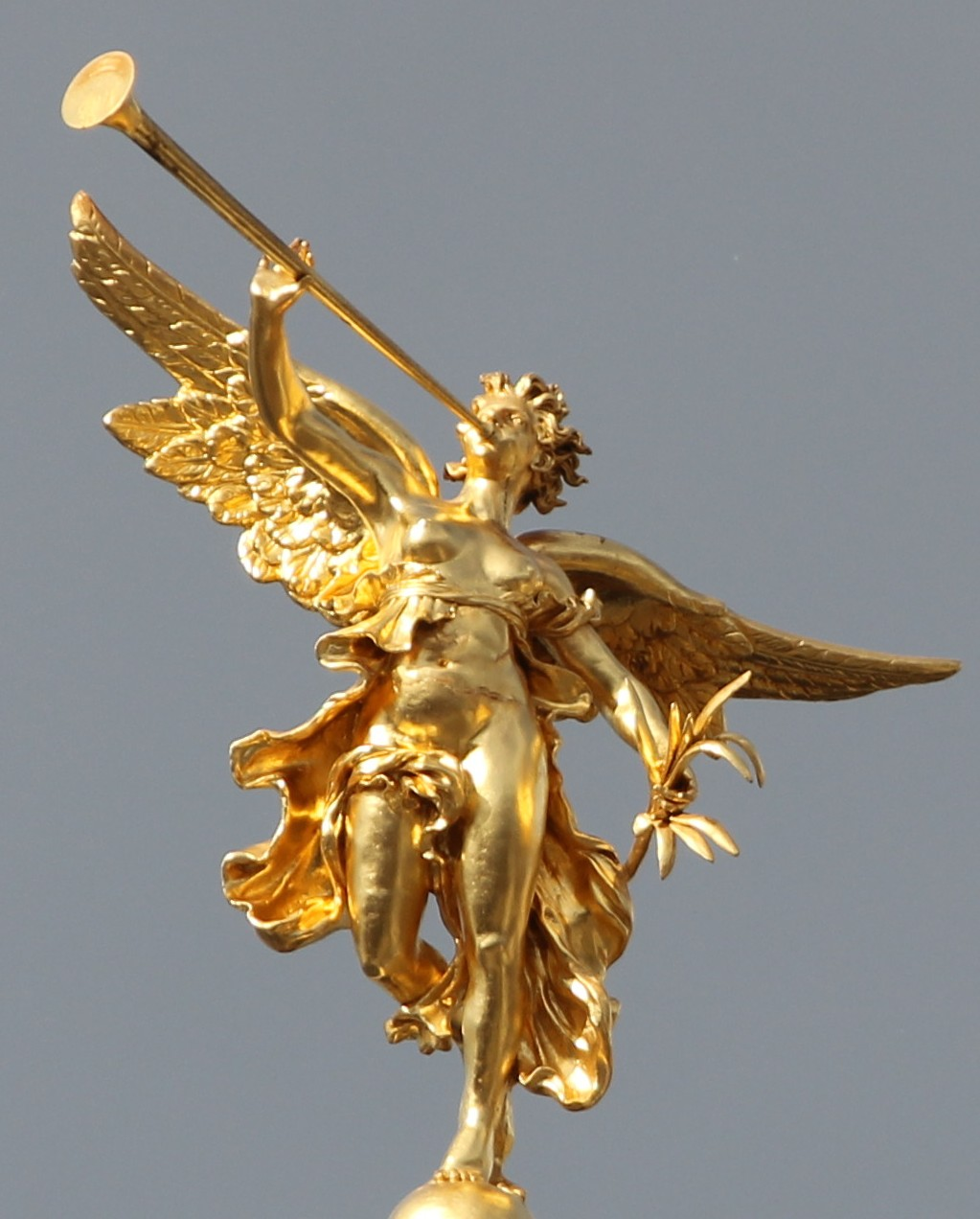
Allégorie de l'Éloquence
Parlement de Bretagne

## Représentation allégorique
Le Dieu de l'éloquence est Hermès.

## Éloquence politique
Les discours politiques, notamment ceux prononcés devant le parlement, peuvent être l'occasion de manifester de l'éloquence. Le site de l'Assemblée nationale française propose par exemple quelques-uns de ces textes qui ont laissé une trace dans les mémoires.

## Éloquence judiciaire
Voir l'« Éloquence et improvisation ;  Art de la parole oratoire au barreau, à la tribune, à la chaire », par Gorgias (alias Eugène Paignon)

## Éloquence de commémoration
L'exemple de ce type d'éloquence peut être donné par l'allocution prononcée le 19 décembre 1964 par André Malraux lors de l'entrée au Panthéon de Jean Moulin. Le discours solennel et émouvant évoque  « le symbole » de l'héroïsme français, de toute la Résistance à lui seul en l'associant à tous les résistants français, héros de l'ombre, connus et inconnus, qui ont permis de libérer la France au prix de leur souffrance, de leur vie, et de leur idéologie de liberté :
« Comme Leclerc entra aux Invalides, avec son cortège d'exaltation dans le soleil d'Afrique,
entre ici, Jean Moulin, avec ton terrible cortège.
avec ceux qui sont morts dans les caves sans avoir parlé, comme toi ; et même, ce qui est peut-être plus atroce, en ayant parlé ;
avec tous les rayés et tous les tondus des camps de concentration,
avec le dernier corps trébuchant des affreuses files de Nuit et brouillard, enfin tombé sous les crosses,
avec les huit mille Françaises qui ne sont pas revenues des bagnes, avec la dernière femme morte à Ravensbrück pour avoir donné asile à l'un des nôtres.
Entre, avec le peuple né de l'ombre et disparu avec elle — nos frères dans l'ordre de la Nuit… »
« C'est la marche funèbre des cendres que voici.
À côté de celles de Carnot avec les soldats de l'an II,
de celles de Victor Hugo avec les Misérables,
de celles de Jaurès veillées par la Justice,
qu'elles reposent avec leur long cortège d'ombres défigurées .
Aujourd'hui, jeunesse, puisses-tu penser à cet homme comme tu aurais approché tes mains de sa pauvre face informe du dernier jour, de ses lèvres qui n'avaient pas parlé ;
ce jour-là, elle était le visage de la France... »